# 中国油轮股份有限公司
中国油轮股份有限公司（简称“中国油轮公司”）是抗日战争胜利后国民政府在工交领域投资的一家公营事业公司。

## 历史
1947年2月1日，中国油轮股份有限公司在上海江西中路115号成立。隶属于交通部。总经理李允成。万吨油轮甲级油轮4艘、1,300吨乙级油轮18艘，共6万余总吨。该公司自购15,000吨及5,000吨（中型）油轮各1艘，共计大小油轮24艘。中国石油公司和交通部招商局分别持股60%和40%。核定资本为法币800亿元。1947年8月改归国民政府资源委员会。资源委员会持股34%，中国石油公司和交通部招商局各持股33%。翁文灏任董事会董事长，徐学禹任副董事长，李允成任公司总经理。
1949年5月下旬中国人民解放军上海市军事管制委员会航运处接管公司。李允成迁台湾，在台湾复任中國油輪公司总经理。1950年4月1日，公司在沪9艘油轮及船员，以及公司全体人员，并入中國人民輪船總公司（即原招商局），对外保留中国油轮股份公司名称。